# Ilustrace

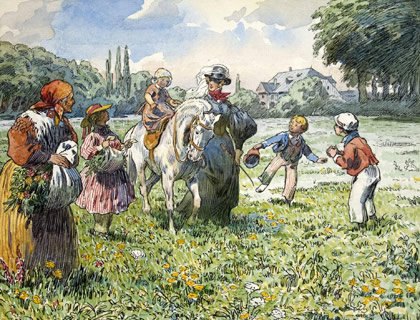
Adolf Kašpar – ilustrace k Babičce Boženy Němcové (kolem roku 1903)

Ilustrace je výtvarný doprovod příběhu, nejčastěji knihy nebo příspěvku v časopisu, který má osvětlit a vysvětlit text, učinit jej čtenáři srozumitelnějším (lat. lustrare osvětlit, it. illustrare vysvětlit) nebo také text výtvarně oživit.

## Techniky
Ilustrace mívá podobu kresby, méně malby (bez kontur). Ve starší literatuře se zhotovovala technikou dřevorytu, ve starší a odborné či vědecké literatuře zejména technikou rytiny (mědiryty, oceloryty), příp. leptu. Může být i koláží, reprodukcí fotografie či snímku z filmu aj.

## Historie
Počátky ilustrace sahají do starověku a vážou se k monumentální nástěnné malbě v Egyptě a v Řecku. Ve středověku obrázková bible (lat. Biblia pauperum) vyprávěla negramotným příběhy ilustracemi, které převažovaly nad texty.

## Rozdělení
Ilustraci lze principiálně dělit na uměleckou (obohacuje psané dílo především o estetickou stránku) a vědeckou (má působit esteticky, ale především vědecky správně).  Podle techniky se ilustrace dělí na tištěné (knižní, časopisecké), a demonstrační (příležitostně promítané).

### Ilustrace knih pro děti
Samostatně lze vyčlenit ilustraci dětských knih se specifickými požadavky. Dětem, které se učí číst, pomáhají ilustrace určit postavy a prostředí příběhu a motivují je. Ovšem příliš ilustrací odvádí od textu, což brání naučit se mu rozmět.

## Zakladatelé světové ilustrace
- Albrecht Dürer – jeden ze zakladatelů evropské knižní ilustrace, svými dřevoryty ilustroval knihu Sebastiana Branta Loď bláznů.
- Gustave Doré – proslul jako ilustrátor bible, Danteho, Cervantese
- Peter Cornelius – ilustrace Goethova Fausta
- Honoré Daumier
- Eugène Delacroix
- Paul Gavarni
- Édouard Manet
- Aubrey Beardsley a William Morris

## Zakladatelé české ilustrace
- Václav Hollar – ilustrace Ezopových Bajek
- Georg Grosz – Svatováclavský cyklus
- Josef Mánes – ilustrace knih Rukopis zelenohorský a Rukopis královédvorský
- Quido Mánes a Karel Purkyně, Cervantes: Don Quijote
- Mikoláš Aleš – ilustrace prvního českého Slabikáře, Starých pověstí českých a dalších děl Aloise Jiráska, zpěvníků
- Artuš Scheiner

## Čeští ilustrátoři 20. až 21. století
- Jan Kudláček
- Jiří Altmann
- Eva Bednářová
- Jaroslav Bejček
- Michaela Beznosková
- František Bidlo
- Jiří Blažek
- Hana Blažková
- Adolf Born
- Erika Bornová
- Cyril Bouda
- Zdeněk Burian
- Josef Čapek
- Olga Čechová
- Věnceslav Černý
- Eva Činčerová
- Karel Demel
- Gabriela Dubská
- Stanislav Duda
- Karel Franta
- Mirko Hanák
- Eva Hašková
- Daniela Havlíčková
- Vratislav Hlavatý
- Adolf Hoffmeister
- Iva Hüttnerová
- Miloslav Jágr
- Ota Janeček
- Oldřich Jelínek
- Vladimír Jiránek
- Ludmila Jiřincová
- Jiří John
- Václav Junek
- Zdenka Kabátová-Táborská
- Jiří Kalousek
- Anna Khunová
- Jaromír Knotek
- František Kobliha
- Jan Kristofori
- Gustav Krum
- Miroslav Kudláček
- Ladislav Kuklík
- Oldřich Kulhánek
- František Kupka
- Josef Lada
- Michaela Lesařová–Roubíčková
- Kamil Lhoták
- Jolanta Lysková
- Pavel Major
- Štěpán Mareš
- Rudolf Mates
- Zdeněk Mézl
- Jindřich Mahelka
- Hermína Melicharová
- Galina Miklínová
- Alois Mikulka
- Zdeněk Miler
- Eva Natus-Šalamounová
- Miloš Nesvadba
- Miloš Noll
- Viktor Oliva
- Jan Otava
- Květa Pacovská
- Josef Paleček
- Jan Panuška
- Antonín Pelc
- Jiří Petráček
- Radek Pilař
- Jindřich Pileček
- Antonín Pospíšil
- Markéta Prachatická
- Boris Pralovszký
- Vojtěch Preissig
- Pavel Roučka
- Ondřej Sekora
- Zdenek Seydl
- Petr Sís
- Václav Sivko
- Zdeněk Sklenář
- Jan Skorka Lauko
- Jiří Slíva
- Zdeněk Smetana
- Jan Souček
- Ivan Steiger
- Hana Storchová
- Antonín Strnadel
- Karel Svolinský
- Jiří Šalamoun
- Jaroslav Šerých
- Josef Šíma
- Jiří Šlitr
- Vladimír Tesař
- Toyen
- Jiří Trnka
- Miloslav Troup
- Ludvík Vacek
- Miroslav Váša
- Josef Váchal
- Vhrsti
- Jitka Walterová
- Adolf Wenig
- Luděk Vimr
- Jaromír Vraštil
- Jiří Winter Neprakta
- Adolf Zábranský
- Jaromír Zápal
- Štěpán Mareš
- Helena Zmatlíková